# Втрати силових структур внаслідок російського вторгнення в Україну (травень 2024)
У статті наведено список втрат українських військовослужбовців у російсько-українській війні за грудень 2024 року (включно).

## Список загиблих за травень 2024 року
| Герой України |

| Орден Богдана Хмельницького III ступеня (Україна) | Орден «За мужність» ІІІ ступеня | Медаль «За військову службу Україні» |

| Відзнака Міністерства оборони України «Вогнепальна зброя» |

|  |

| Відзнака Президента України «За оборону України» |

| Почесний нагрудний знак «Золотий хрест» |

| Почесний нагрудний знак «Золотий хрест» |